# 1903–1904-es belga labdarúgó-bajnokság (első osztály)
Az 1903–1904-es Jupiler League volt a 9. alkalommal megrendezett, legmagasabb szintű labdarúgó-bajnokság Belgiumban. A szezonban 12 klubcsapat vett részt.
A címvédő a Rhodienne-De Hoek volt. A bajnokságot a Union SG csapata nyerte meg.

## Végeredmény

### A csoport
| Hely. | Csapat                                 | M  | Gy | D | V | G+ | G– | Gk  | P  | Továbbjutás vagy kiesés              |     | UNI | CLB | CEB | ANT | OLY | BEE | ATR |
| ----- | -------------------------------------- | -- | -- | - | - | -- | -- | --- | -- | ------------------------------------ | --- | --- | --- | --- | --- | --- | --- | --- |
| 1.    | Union SG                               | 12 | 11 | 0 | 1 | 60 | 14 | +46 | 22 | Továbbjutott a döntőbe               |     | —   | 4–2 | 3–0 | 5–0 | 8–3 | 8–3 | 5–1 |
| 2.    | Club Brugge                            | 12 | 8  | 1 | 3 | 51 | 24 | +27 | 17 | Továbbjutott a döntőbe               |     | 2–6 | —   | 1–2 | 5–2 | 5–0 | 5–0 | 7–0 |
| 3.    | Cercle Brugge                          | 12 | 7  | 3 | 2 | 31 | 18 | +13 | 17 |                                      |     | 2–1 | 1–1 | —   | 5–0 | 4–1 | 5–0 | 6–0 |
| 4.    | Antwerp                                | 12 | 5  | 1 | 6 | 23 | 32 | −9  | 11 |                                      | 1–3 | 1–3 | 0–0 | —   | 5–0 | 5–3 | 3–1 |     |
| 5.    | Olympia                                | 12 | 2  | 2 | 8 | 22 | 49 | −27 | 6  | Nem vesz részt a következő szezonban |     | 2–3 | 3–6 | 1–1 | 6–0 | —   | 5–0 | 1–4 |
| 6.    | Beerschot AC                           | 11 | 2  | 1 | 8 | 21 | 47 | −26 | 5  |                                      |     | 0–9 | 3–4 | 3–0 | 0–3 | 9–3 | —   | 0–5 |
| 7.    | Athletic and Running Club de Bruxelles | 11 | 1  | 2 | 8 | 13 | 37 | −24 | 4  |                                      | 1–2 | 1–6 | 2–3 | 1–3 | 1–1 | 0–0 | —   |     |

### B csoport
| Hely. | Csapat                | M | Gy | D | V | G+ | G– | Gk  | P  | Továbbjutás vagy kiesés |     | RAC | LEO | DAC  | LIE | VER |
| ----- | --------------------- | - | -- | - | - | -- | -- | --- | -- | ----------------------- | --- | --- | --- | ---- | --- | --- |
| 1.    | Rhodienne-De Hoek     | 8 | 5  | 1 | 2 | 33 | 12 | +21 | 11 | Továbbjutott a döntőbe  |     | —   | 2–3 | 10–0 | 6–0 | 3–1 |
| 2.    | Léopold               | 8 | 4  | 2 | 2 | 21 | 16 | +5  | 10 | Továbbjutott a döntőbe  |     | 2–2 | —   | 1–0  | 4–5 | 2–0 |
| 3.    | Daring Club Molenbeek | 8 | 3  | 2 | 3 | 17 | 26 | −9  | 8  |                         |     | 2–5 | 3–3 | —    | 2–0 | 4–3 |
| 4.    | Liège                 | 8 | 3  | 0 | 5 | 11 | 24 | −13 | 6  |                         | 1–0 | 2–1 | 1–3 | —    | 1–2 |     |
| 5.    | Verviétois            | 8 | 2  | 1 | 5 | 20 | 24 | −4  | 5  |                         | 3–5 | 2–5 | 3–3 | 6–1  | —   |     |

### Döntő
| Hely. | Csapat            | M | Gy | D | V | G+ | G– | Gk  | P  | Továbbjutás vagy kiesés |     | UNI | RAC | CLB | LEO |
| ----- | ----------------- | - | -- | - | - | -- | -- | --- | -- | ----------------------- | --- | --- | --- | --- | --- |
| 1.    | Union SG          | 6 | 6  | 0 | 0 | 25 | 4  | +21 | 12 | A szezon bajnoka        |     | —   | 3–2 | 5–0 | 5–0 |
| 2.    | Rhodienne-De Hoek | 6 | 2  | 2 | 2 | 11 | 0  | +11 | 6  |                         |     | 0–3 | —   | 1–1 | 1–1 |
| 3.    | Club Brugge       | 6 | 1  | 2 | 3 | 10 | 17 | −7  | 4  |                         | 1–6 | 1–3 | —   | 5–0 |     |
| 4.    | Léopold           | 6 | 0  | 2 | 4 | 5  | 20 | −15 | 2  |                         | 1–3 | 1–4 | 2–2 | —   |     |

A bajnoki címet az Union SG csapata szerezte meg.